# بیرکناو (اودنوالد)
بیرکناو (به آلمانی: Birkenau) یک منطقهٔ مسکونی در آلمان است که در برگ‌شتراسه واقع شده‌است. بیرکناو ۱۰٬۰۱۲ نفر جمعیت دارد.